# БРДМ-2
БРДМ-2 (рус. Боевая Разведывательная Дозорная Машина, у преводу „Борбено извиђачко/патролно возило") је совјетско оклопно возило. Као и многи други совјетски војни производи, и ово возило је веома извожено и користило га је чак 45 држава. Примарна намена му је била да замени старији БРДМ-1. Наоружан је исто као и оклопни транспортер БТР-60. Оклоп је ефикасан против метака лаког наоружања и гелера од артиљеријске експлозије. Има амфибијска својства, и увлачеће помоћне точкиће, који омогућавају савладавање врло меканог тла и ширих рововских препрека, јаркова, канал и др.

## Верзије
Као и БРДМ-1, и БРДМ-2 је произвођен у више варијанти.

### бивши СССР
- БРДМ-2 - основна верзија.
  - БРДМ-2М - модернија верзија.
- БРДМ-2РКх (himicheskaya razvedivatel’naya mashina) - АБХО верзија.
  - БРДМ-2РКхб - АБХО верзија.
- БРДМ-2УМ (mashina upravleniya) - командно возило без куполе; носи генератор 1kW и радио-апарате (два Р-123 и један Р-107).
- 9П122 „Маљутка" - возило наоружано са 6 противоклопних ракета 9M14M „Маљутка“.
  - 9П133 „Маљутка" - овај модел је са већим 9С446 уместо оригиналних 9С414. 9П133 може да лансира више 9M14П и П1 ракета.
- 9П124 - возило са 4 радио-вођене противоклопне ракете 9M17M. Посаду 9П124 чине двојица.
  - 9П137 „Флејта" - унапређени модел који користи ракете 9M19П.
- 9П148 „Конкурс" - возило са 5 противоклопних ракета 9M113 „Конкурс“. AT-5 лансер такође може да испали и ракете 9M111 „Фагот“. 9П148 може да понесе укупно 10 9M111 и 10 9M113 or 14 9M113. Нека возила су унапређена побољшаним дневно/ноћним нишаном 1PN66.
- 9П31 - лансирно возило за ПВО ракету 9M31 (СА-9 Гаскин). 9П31 припада ЗРК-БД 9К31 Стрела-1 систему.
- ЗС-82 - возило са мегафонима на врху куполе.
- ATM-1 "Ingul" - цивилна верзија за евакуацију без куполе.

### Русија
- БРДМ-2М - Модернизована верзија, замењен је стари дизел мотор од ГАЗ-а или од Штејера, и стављен нов бензински, сви имају издув мотора са десне стране, углавном постоји неколико верзија која користе исти назив.

### Украјина
- БРДМ-2Д или БТРД-2СМД - унапређена верзија са СМД-21-08 дизел-мотором од 145 коњских снага. Додатни точкови су уклоњени и додати су отвори са стране.[1]
- БРДМ-2ДИ - додат Ивеков дизел-мотор од 138 коњских снага и додата врата са стране. Прототип.

### Пољска
- БРДМ-2M-96 - модификована верзија без додатних точкова и са додатим вратима са стране.
  - БРДМ-2M-96и - верзија са Ивековим мотором од 165 коњских снага.
    - БРДМ-2M-96ик "Szakal" - верзија развијена за операције у Ираку.
- БРДМ-2M-97 "Zbik-B" - унапређенија верзија М-96и.
- BRDM-2M-98 "Zbik-A" -
- БРДМ-2 Р-1A У употреби још од 1986.
- БРДМ-2 Р-5 -командно возило са Р-130, Р-123M, Р-323 и Р-870M радио-апаратима, две антене укрштене и АЗИ антеном.

### бивша Источна Немачка
- SPW 40P2 (Schützenpanzerwagen) - ознака у армији ДР Немачке з БРДМ-2.

- - SPW 40P2(K) - локална верзија командног возила.
  - SPW 40P2 M/F - комуникационо возило са Р-123МТ радио уређајем и ТНА-3 навигационим системом.
- SPW 40P2UM - ознака у армији ДР Немачке за БРДМ-2УМ.

### Чешка
- ЛОТ-Б или БРДМ-2/99 (lehký kolový obrnený transportér) - унапређени модел са Рено ДЦИ 4 °C дизел-мотором од 162 коњских снага, отворима са стране, новим АБХО системом за заштиту, прерађеном куполом са новим дневно/ноћним уређајима и НСВТ 12.7mm митраљезом.
  - Српска верзија обављена у Југоимпорту СДПР - Курјак ИБВ.ЛОТ-ВР (velitelská verze) - командна верзија ЛОВ-Б са додатном комуникационом опремом и генераторима.
- ОКВ-П (obrnìné kolové vozidloà pro policii) - полицијска варијанта без куполе са отворима са стране, већим оклопљеним прозорима итд.

### Мађарска
- ВС БРДМ-2 (vegyi sugárfelderítö uczó gépkocsi) - АБХО извиђачко возило.

### Србија
- Курјак ИБВ - (унапређени БРДМ-2) Пакет побољшања обављен у Југоимпорту СДПР то укључује углавном преобликовани труп, јачи мотор, оптиче системе, као и даљинско наоружање.

### Куба
Куба је развила верзију БРДМ-2 са минобацачем. Купола је уклоњена и уместо ње је постављен минобацач М-38/43 на модификован кров. Такође постављене огромне кутије са муницијом и опремом постављене на задњи део крова.

## Корисници
- Алжир -124 у две варијанте.
- Ангола - 50
- Бугарска - 24
- Египат - 400
- Јерменија - 120
- Летонија
- Литванија
- Република Македонија - 10
- Молдавија - 27
- Пољска - 323
- Русија - 2.000
- Румунија - 138
- Србија - 88
- Туркменистан - 170
- Украјина
- Чешка

### Бивши корисници
- Ирак
- Словенија - 5
- Хрватска - 2
- Црна Гора - 6